# 強·歐寧傑
強·歐寧傑（英語：Jon Oringer，1974年5月2日—），是一位美國程序員、攝影師和億萬富翁商人。他最著名的身份是紐約市股票媒體公司Shutterstock的創始人兼首席執行官。在20世紀90年代，當歐寧傑還是一名大學生時，他創建了其中一個網絡上最早的彈出窗口攔截器之一。此後，歐寧傑創立了約十家初創公司，這些公司使用訂閱模式銷售各種產品，包括個人防火牆、會計軟件、cookie攔截器、商標管理器等小型程序。
2003年，歐寧傑創立了Shutterstock，該公司提供微圖庫攝影服務，並於2012年在紐約證券交易所上市交易。根據報導，2013年，歐寧傑成為紐約市首位科技億萬富翁。到2016年3月，Shutterstock已經擁有超過100,000名貢獻者 ，並擁有來自150個國家/地區的140萬活躍客戶。除了其他榮譽外，歐寧傑於2012年被安永會計師事務所評選為紐約年度技術企業家年輕人，次年又被Crain紐約評選為40歲以下的40位傑出人物之一。

## 早年生活和教育
強·歐寧傑於1974年出生於紐約州斯卡斯代爾，並在那裡度過了他的童年。他在五歲時就開始在小學學習計算機編程，使用他的Apple IIe電腦編寫簡單的遊戲和公告板系統插件。隨著年齡的增長，他繼續發展自己的計算機編程技能，並對攝影產生了興趣作為一種愛好 。他在1988年至1992年就讀於斯卡斯代爾高中。當他15歲時，歐寧傑開始教授吉他課程來賺取一些零用錢，後來他意識到在家裡修理電腦更具利潤，於是他開始進行電腦維修工作。
歐寧傑於1993年進入石溪大學就讀，並開始通過互聯網銷售自己的軟件產品。他發明並銷售了數千份軟件，其中一款被《福布斯》描述為「網絡上最早的彈出窗口攔截器之一」。在1997年獲得計算機科學和數學學士學位後，他於1996年至1998年在哥倫比亞大學攻讀計算機科學碩士學位。在哥倫比亞大學期間，他繼續嘗試開發產品，以補充彈出窗口攔截器，並使用訂閱模式銷售個人防火牆、會計軟件、Cookie攔截器、商標管理器和其他小型應用程式。歐寧傑估計他創立了大約十家小型初創公司，其中大多數只有他一個員工。

## 個人生活
歐寧傑居住在曼哈顿西村，是一名經過認證的商用直升機飛行員，此資格取得於2012年左右。
2020年，歐寧傑以4,200萬美元的價格購買了邁阿密海灘豪宅，這筆交易創下了北灣路的紀錄。